# Gruss aus Österreich
Gruß aus Österreich, op. 359, är en polkamazurka av Johann Strauss den yngre. Den framfördes första gången den 9 juli 1873 i Wien.

## Historia
Johann Strauss andra operett, Der Karneval in Rom premiär 1 mars 1873 på Theater an der Wien, tillkom i en tid av optimism. I nära tjugofem har Wien planerat en enorm Världsutställning som skulle fokusera på landets framgångar inom handel, jordbruk, vetenskap och kultur. Men drömmen blev snart en mardröm då Wiens aktiemarknad kraschade den 9 maj, åtta dagar efter invigningen. Som om inte detta var nog drabbades staden dessutom av ett osedvanligt häftigt och långvarigt regn som höll besökarna borta från utställningen.
Under tiden hade Strauss sina egna problem; den dystra ekonomiska situationen återspeglades i färre besökare till hans operett, men han hade även orsakat försämrade relationer till sin bror Eduard genom att han hade engagerat Julius Langenbachs Orkester från Tyskland såsom den officiella "Världsutställningsorkestern", därmed degraderande Eduard och Straussorkestern till utkanten av utställningens evenemang.
Det dystra väderläget försenade öppningskonserten från 1 maj till den 11 maj, då den ägde rum under Langenbachs ledning, snarare än Strauss, i den fortfarande inte färdiga musikpaviljongen i Pratern. Johanns frånvaro från konserterna föranledde diverse kommentarer från pressen. Strauss skrev ett långt brev till Wiens tidningar och förklarade att hans doktor hade avrått honom från att vistas utomhus efter en allvarlig influensa. För att puffa för Langenbachs förtjänster organiserade Strauss en serie konserter i nöjeslokalerna kring Wiens Ringstraße. En av dessa konserter ägde rum den 9 juli i Blumensäle i Trädgårdsföreningens lokaler. Musiken framfördes av Strauss och Langenbach gemensamt och nettovinsten från denna välgörenhetskonsert gick till att främja "Kejsar Frans Josefs Stiftelse för Småhandeln", vilken särskilt hade drabbats av den ekonomiska krisen. Tidningen Fremden-Blatt skrev den 11 juli 1873: "Publiken, som hade samlats i stora skaror, applåderade entusiastiskt Herr Strauss kompositioner, och med tanke på applådåskorna var flerfaldiga repriser oundvikliga. Allmänt omtyckta var hans strålande vals 'Wiener Blut', valsen 'Carnevalsbilder', polkan 'Gruß aus Österreich', [och] polkan 'Nimm sie hin', de tre sista efter melodier från hans utsökta operett 'Karneval in Rom'."
Programmet, som publicerades i Fremden-Blatt den 9 juli, nämner inte polkan Gruß aus Österreich, istället inkluderas ett annat stycke med melodier från operetten: polkan Vom Donaustrande (op. 356), vilken Strauss dirigerade för första gången den 6 april 1873. Det fanns inget samband mellan handlingen i operetten och titeln Gruß aus Österreich'; snarare ville Strauss hälsa sina konsertbesökare välkomna. 
Två av melodierna som Strauss använde i polkan - tema 1A och 2B - återfinns inte i det publicerade klaverutdraget i Der Karneval in Rom. Antingen var melodierna komponerade till operetten men användes aldrig eller också togs de bort från den slutliga versionen. Melodin i polkans tema 1B återfinns i finalen till Akt I (Nr. 4), närmare bestämt i duettdelen "Più lento" för Therese och Franz med orden "Ach, nach unserm trauten Stübchen", medan ackompanjemanget till finalen i akt I (som börjar med orden "Nach der Heimath Bergeshöhen") utgör musiken till tema 2A i polkans Trio-del.

## Om polkan
Speltiden är ca 4 minuter och 3 sekunder plus minus några sekunder beroende på dirigentens musikaliska tolkning.
Polkan var ett av fem verk där Strauss återanvände musik från operetten Der Karneval in Rom:
- Vom Donaustrande, Schnell-Polka, Opus 356
- Carnevalsbilder, vals, Opus 357
- Nimm sie hin, Polka-francaise, Opus 358
- Gruss aus Österreich, Polkamazurka, Opus 359
- Rotunde-Quadrille, kadrilj, Opus 360